# Haderonia arschanica
Haderonia arschanica là một loài bướm đêm trong họ Noctuidae.